# Robert Dostál
Robert Dostál (4. října 1928 Nový Jičín – 27. června 2020) byl český lékař a politik, v 90. letech 20. století poslanec České národní rady a Poslanecké sněmovny za ČSSD.

## Biografie
Vystudoval gymnázium a Lékařskou fakultu Univerzity Palackého. Zde promoval 17. prosince 1953. Pak nastoupil jako chirurg do Trenčína. Později působil v Skalici. Po základní vojenské službě byl pracovníkem na ortopedii v Bruntále, pak na ortopedické klinice Hradec Králové. V roce 1960 se vrátil do rodného kraje a nastoupil do nemocnice ve Vsetíně. Zpočátku zde působil coby ortoped na poloviční úvazek, pak jako chirurg. Zároveň se profiloval jako anesteziolog. Po víc než dvacet let vedl ortopedické oddělení. Byl pověřen i vedením ambulantního rehabilitačního oddělení ve Vsetíně. Zaměřoval se na vlastní výzkum léčby. Podílel se na vývoji dlahy vlastní konstrukce pro potřeby stabilní kompresivní osteosyntézy. V roce 1976 absolvoval kurs tropického lékařství a pak po dva roky pracoval v univerzitní nemocnici U Svatého Lukáše na Maltě. V roce 1985 získal titul kandidát věd.
Po sametové revoluci se zapojil do politiky a byl členem ČSSD. Počátkem roku 1993 ho před sjezdem strany Klub seniorů ČSSD a zástupci politických vězňů navrhli na post předsedy ČSSD. Předsedou strany se ale stal Miloš Zeman. V roce 1993 se Dostál uvádí jako předseda okresní organizace ČSSD ve Vsetíně. Ve volbách v roce 1992 byl zvolen do České národní rady za ČSSD (volební obvod Severomoravský kraj). Zasedal ve výboru pro sociální politiku a zdravotnictví. Ve věku 63 let byl tehdy ve volebním období 1992-1996 nejstarším poslancem. Od vzniku samostatné České republiky v lednu 1993 byla ČNR transformována na Poslaneckou sněmovnu Parlamentu České republiky. V ní zasedal do konce funkčního období, tedy do voleb v roce 1996. V roce 1994 podpořil jako jeden z mála opozičních poslanců přijetí státního rozpočtu na rok 1995. Roku 1995 čelil aféře, když Lidové noviny uvedly, že podepsal za ČSSD dohodu s Hornickou zaměstnaneckou zdravotní pojišťovnou o pomoci s náborem jejích klientů.
V senátních volbách roku 1996 se neúspěšně pokoušel o zisk křesla v senátu za senátní obvod č. 77 - Vsetín. Získal 24 % hlasů, ale ve 2. kole ho porazil a senátorem se stal občanský demokrat Vladimír Oplt.
V komunálních volbách roku 1994 byl zvolen za ČSSD do zastupitelstva města Vsetín. Zasedal i v městské radě ve Vsetíně. Zaměřoval se zde na zdravotní tematiku. Pomáhal při zřízení zdravotnického zařízení Area Medica ve Valašském Meziříčí. Ve volném čase se věnoval sportu, jako sportovní lékař a funkcionář ve fotbalovém týmu Hradec Králové a Vsetín. Trénoval rovněž ženský házenkářský oddíl Jablůnka a byl zakladatelem HS Vsetín. V době výkonu svého poslaneckého mandátu se rovněž účastnil parlamentního tenisového turnaje.